# Parchim

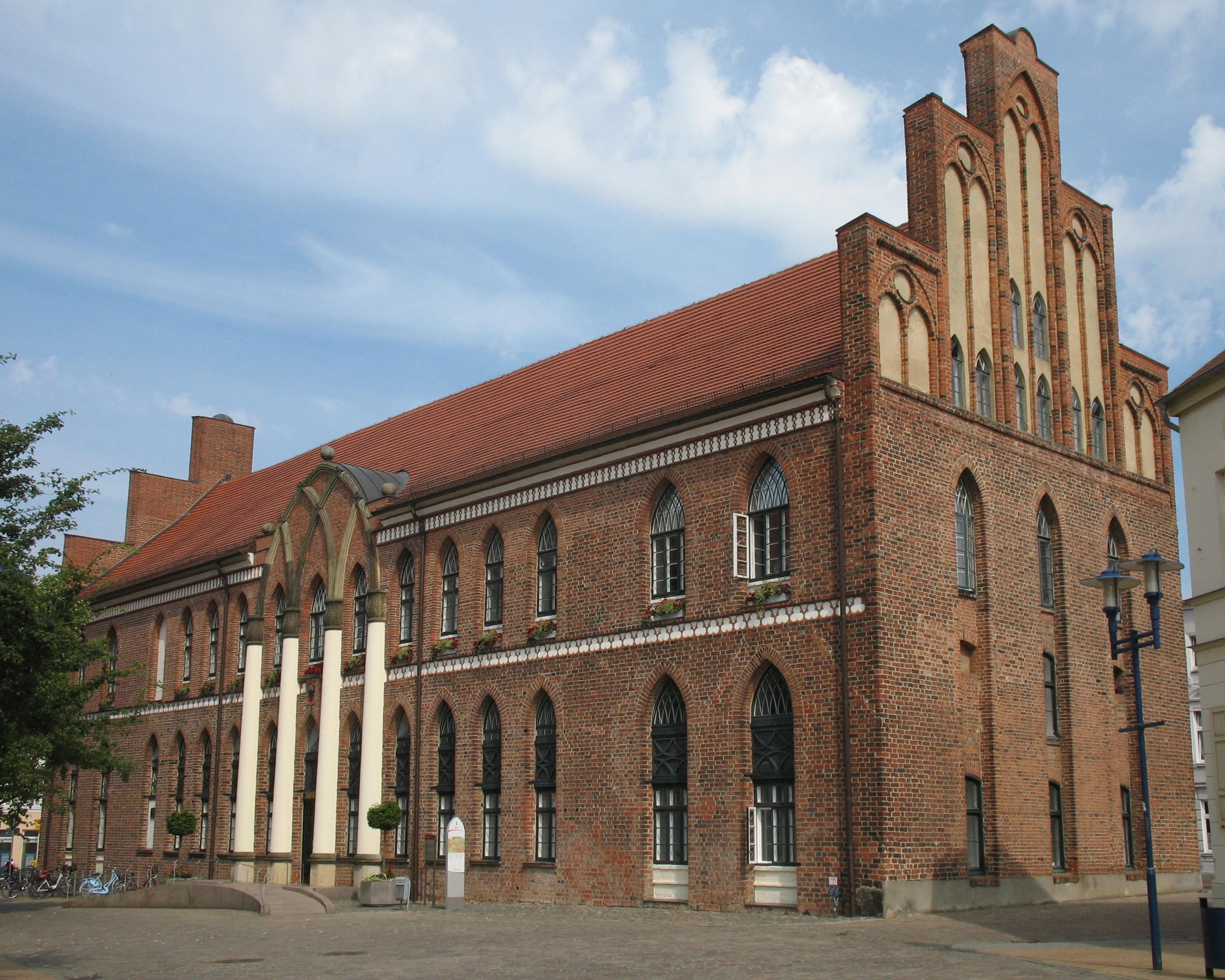
Hôtel de ville.

Parchim est une ville allemande située dans le Mecklembourg-Poméranie-Occidentale et chef-lieu de l'arrondissement de Ludwigslust-Parchim.

## Géographie
Parchim est traversée par le fleuve Elde et est située au sud de la région des lacs de Sternberg (Sternberger Seenlandschaft).

## Histoire
| Appartenances historiques Seigneurie de Werle 1255-1277 Seigneurie de Werle-Parchim 1277-1307 Seigneurie de Werle 1307-1316 Seigneurie de Werle-Güstrow 1316-1425 Seigneurie de Werle 1425-1436 Duché de Mecklembourg-Schwerin 1436-1471 Duché de Mecklembourg 1471-1480 Duché de Mecklembourg-Schwerin 1480-1483 Duché de Mecklembourg 1483-1520 Duché de Mecklembourg-Schwerin 1520-1610 Duché de Mecklembourg 1610-1621 Duché de Mecklembourg-Schwerin 1621-1695 Duché de Mecklembourg 1695-1701 Duché de Mecklembourg-Schwerin 1701-1815 Grand-duché de Mecklembourg-Schwerin 1815–1918 République de Weimar 1918–1933 Reich allemand 1933–1945 Allemagne occupée 1945–1949 République démocratique allemande 1949–1990 Allemagne 1990–présent |

## Évolution démographique
| Année      | 1500 | 1620 | 1648 | 1789 | 1830 | 1910  | 1939  | 1974  | 1990  | 2000  | 2005  |
| ---------- | ---- | ---- | ---- | ---- | ---- | ----- | ----- | ----- | ----- | ----- | ----- |
| Population | 3000 | 5000 | 1300 | 4000 | 5800 | 12804 | 16000 | 23000 | 23800 | 20048 | 19348 |

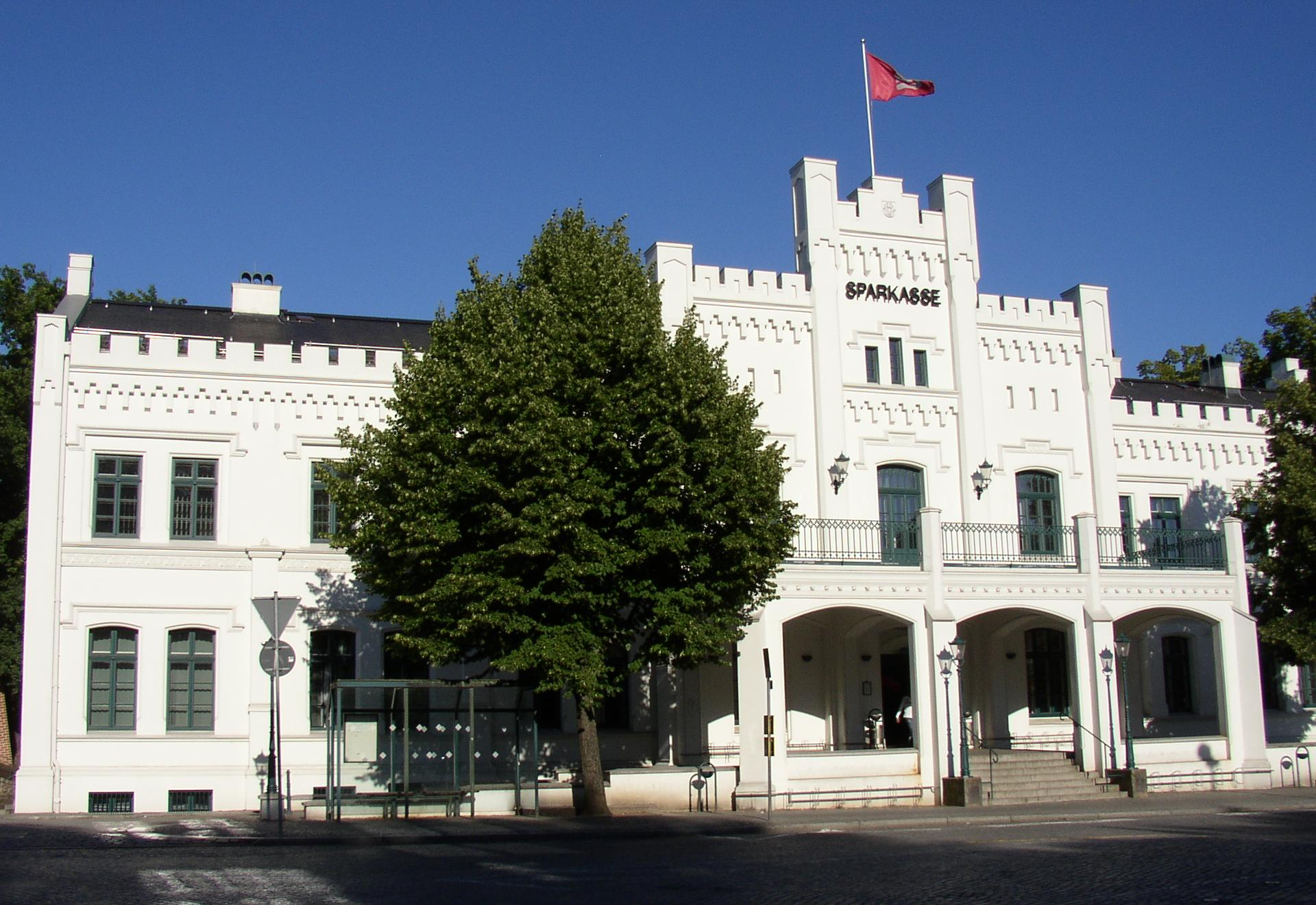
Caisse d'épargne.
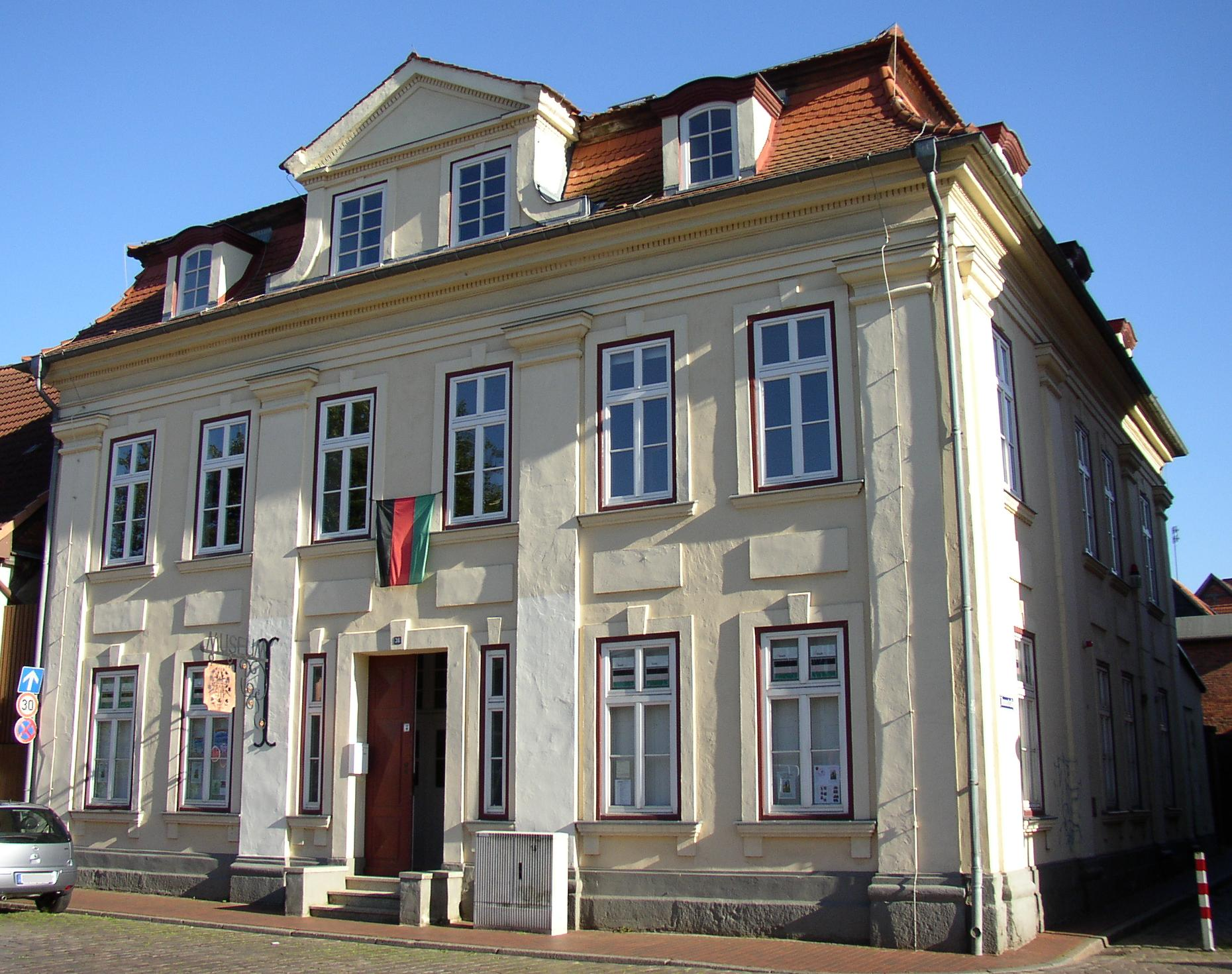
Musée.
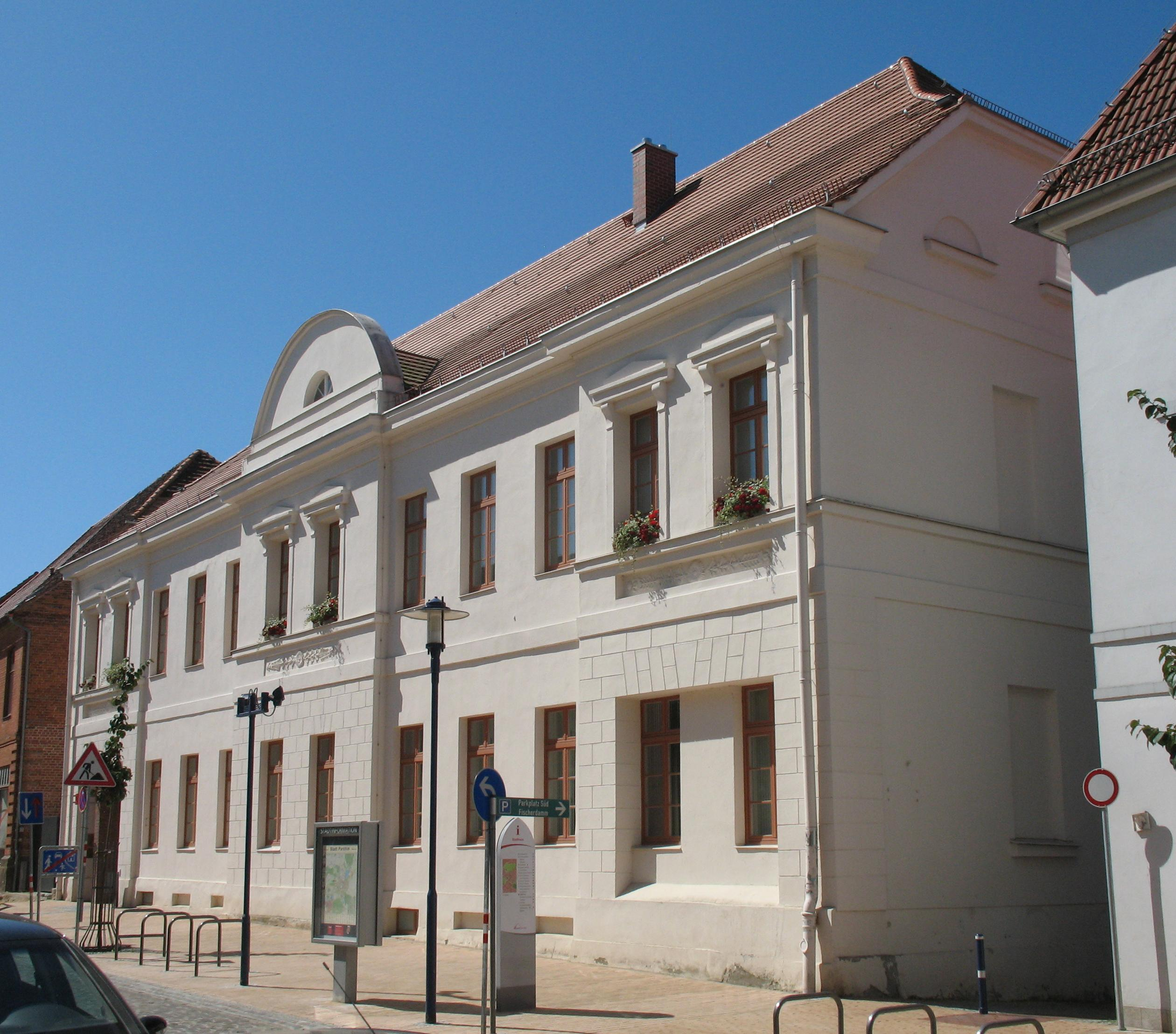
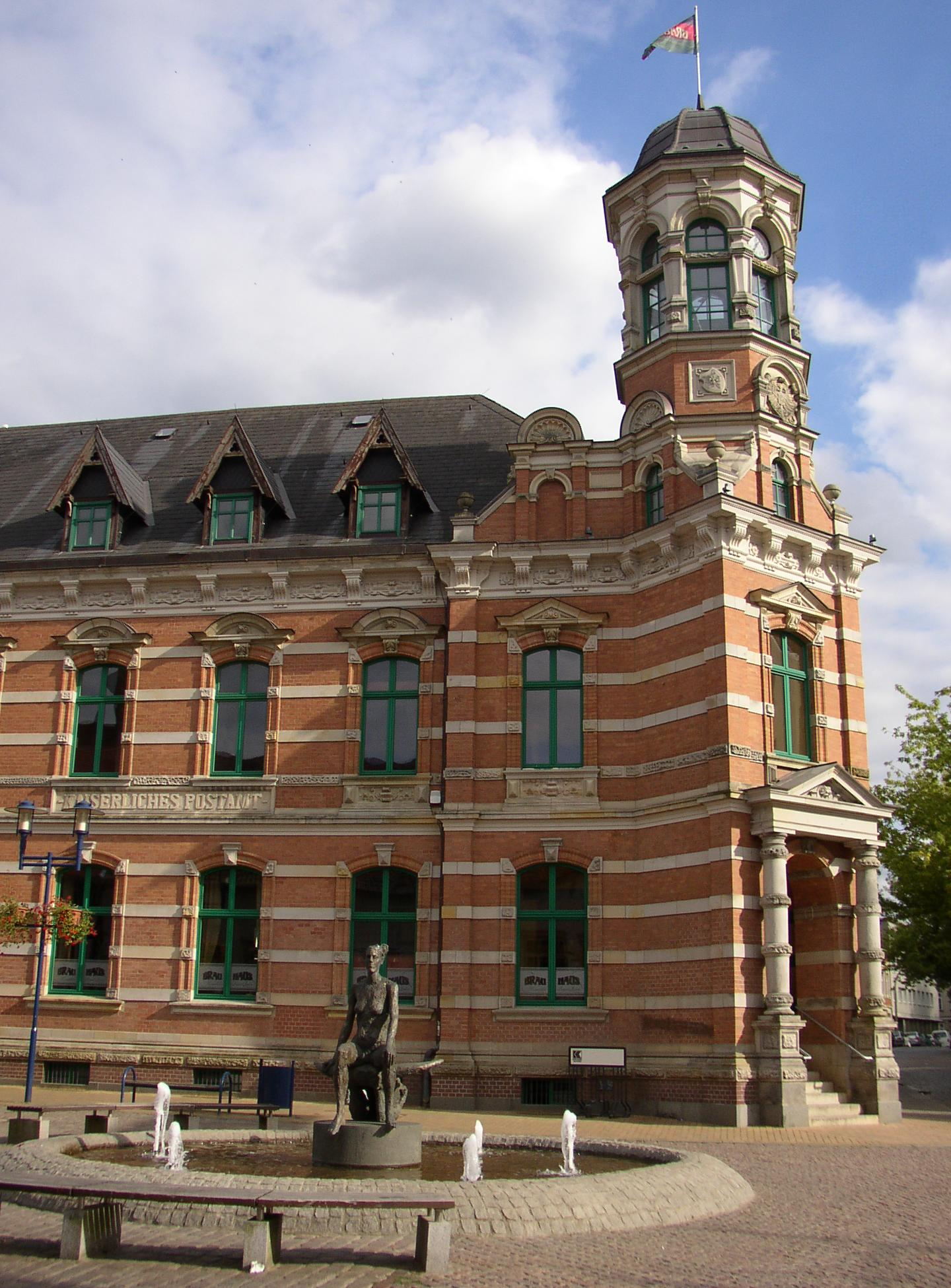
Ancien bureau de poste.
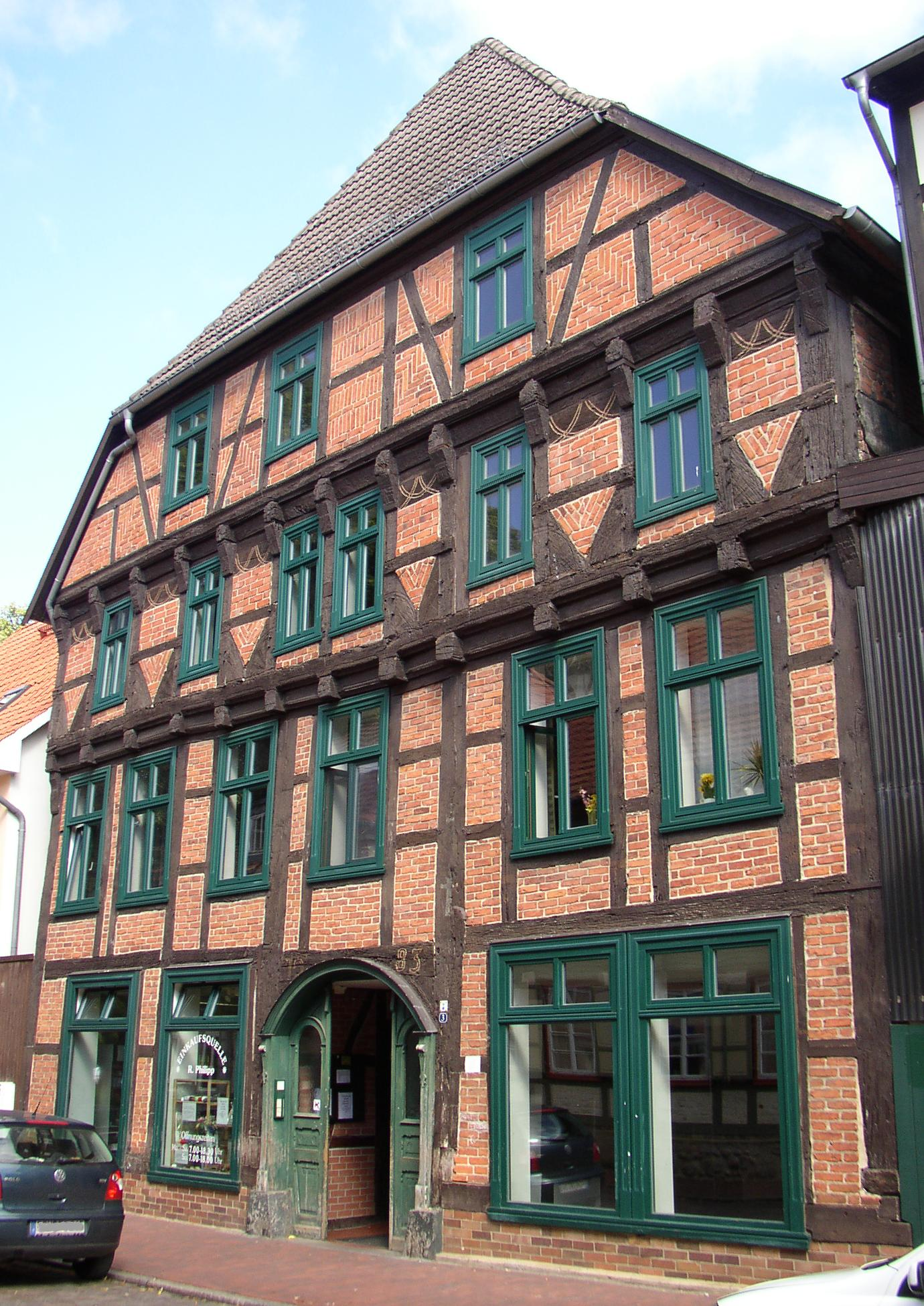
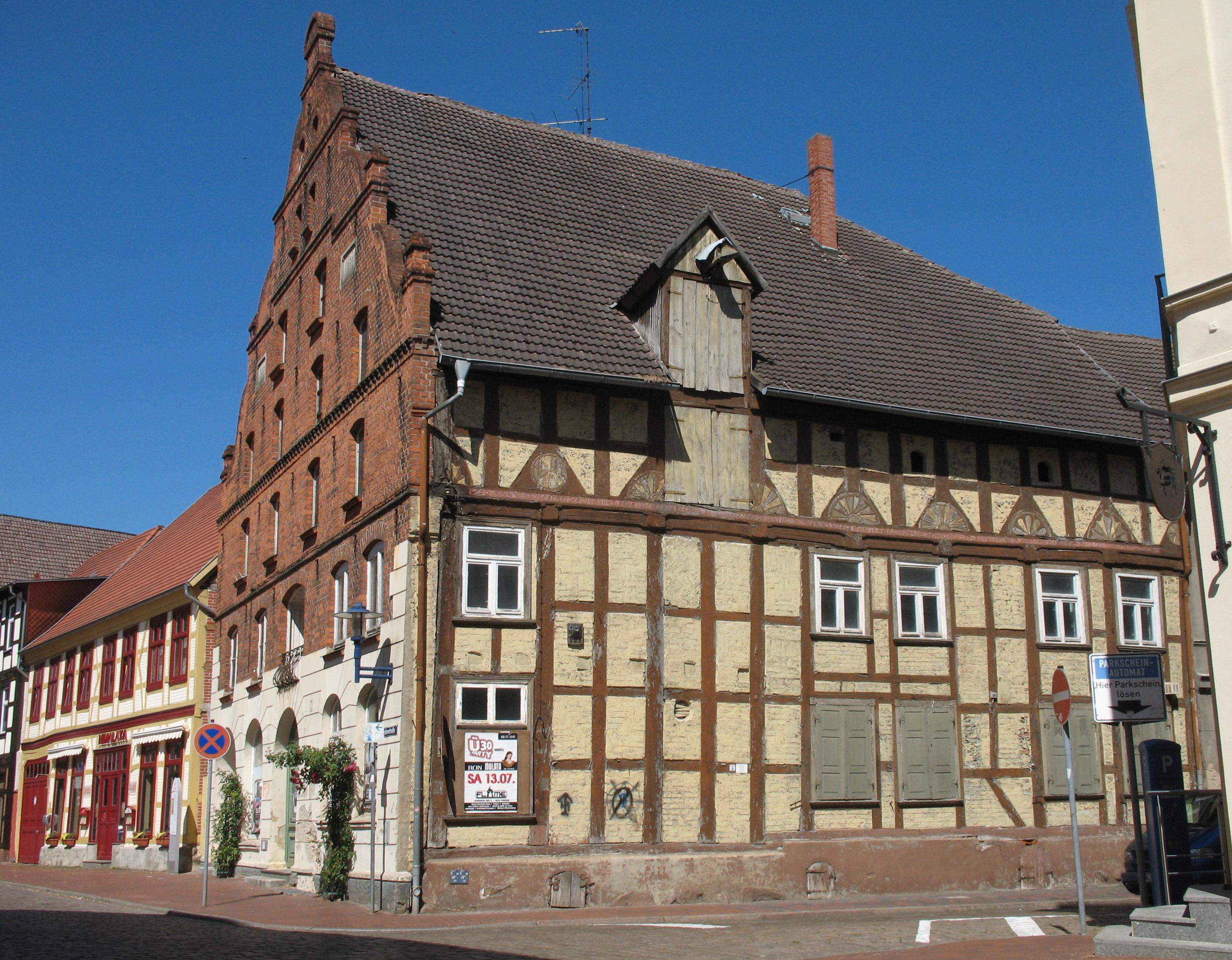

## Jumelages
- Neumünster (Allemagne) ;
- Saint-Dizier (France) ;
- Rubene/Slate (Lettonie) depuis 2004 ;
- Peer (Belgique) depuis 2004.

## Personnalités liées à la commune
- Anne Katrin Maerske (1985), chanteuse.
- Helmuth Karl Bernhard von Moltke (1800-1891), maréchal prussien né à Parchim.
- Éric Weil (1904-1977), philosophe.